# Бёвиллер (Мёрт и Мозель)
Бёвилле́р (фр. Beuvillers) — коммуна во французском департаменте Мёрт и Мозель, региона Лотарингия. Относится к  кантону Одюн-ле-Роман.	

## География
Бёвиллер расположен в 35 км к северо-западу от Меца. Соседние коммуны: Омец на северо-востоке, Буланж на востоке, Одюн-ле-Роман на юго-западе, Серрувиль на северо-западе.

## Демография
Население коммуны на 2010 год составляло 349 человек.
| 1962 | 1968 | 1975 | 1982 | 1990 | 1999 | 2010 |
| ---- | ---- | ---- | ---- | ---- | ---- | ---- |
| 243  | 275  | 272  | 329  | 282  | 307  | 349  |